# In ogni senso
In ogni senso Eros Ramazzotti 5. stúdióalbuma, ami 1990 áprilisában jelent meg.

## Dalok
1. Se bastasse una canzone
2. C’è una strada in cielo
3. Amore contro
4. Dammi la luna
5. Taxi Story
6. Dolce Barbara
7. Amarti è l’immenso per me – duett Antonella Buccival
8. Canzoni lontane
9. Cara prof
10. Cantico
11. Oggi che giorno è
12. Andare… In ogni senso